# Coryphaenoides delsolari
Coryphaenoides delsolari es una especie de pez de la familia Macrouridae en el orden de los Gadiformes.

## Morfología
• Los machos pueden llegar alcanzar los 51 cm de longitud total.

## Hábitat
Es un pez de aguas profundas que vive entre 300-1650 m de profundidad aunque, normalmente, lo hace entre 600 a 1200 m.

## Distribución geográfica
Se encuentra desde la Isla Cocos hasta  Chile central, incluyendo las Islas Galápagos.